# Bursatella leachii
Bursatella leachii is een slakkensoort uit de familie van de Aplysiidae. De wetenschappelijke naam van de soort is voor het eerst geldig gepubliceerd in 1817 door Blainville.